# Museu Palácio Joaquim Nabuco
O Museu Palácio Joaquim Nabuco é um museu localizado na cidade do Recife, capital do estado brasileiro de Pernambuco. A edificação, que guarda a memória e a história do Poder Legislativo pernambucano, abrigou a Assembleia Legislativa entre março de 1875 e julho de 2017.
O prédio foi o primeiro do Brasil a ser construído especificamente como sede de uma casa legislativa.

## História
O Palácio Joaquim Nabuco foi projetado pelo arquiteto José Tibúrcio Pereira Magalhães, e teve sua construção iniciada no começo da década de 1870. A inauguração ocorreu em 1 de março de 1875, com o prédio ainda inacabado. A obra só foi entregue definitivamente no dia 20 de janeiro de 1876.